# Кельмекеєво
Кельмеке́єво (рос. Кельмекеево, марій. Кельмак) — присілок у складі Медведевського району Марій Ел, Росія. Входить до складу Азановського сільського поселення.

## Населення
Населення — 4 особи (2010; 6 у 2002).
Національний склад (станом на 2002 рік):
- лучні марійці — 83 %